# Tucson
Tucson (/ˈtu.sɑn/) est une ville américaine, au deuxième rang des villes les plus peuplées de l'État de l'Arizona, après sa capitale, Phoenix. La ville se situe à 188 km au sud de Phoenix et à 98 km de la ville de Nogales, située elle-même à la frontière américano-mexicaine. D'après le recensement fédéral de 2020 (Bureau du recensement des États-Unis), sa population était de 542 629 habitants et l'agglomération comptait 1 043 433 habitants, ce qui en fait la 33e ville et la 53e métropole des États-Unis. Tucson est le siège du comté de Pima et de l'université de l'Arizona.
Plusieurs villes font partie de la grande banlieue de Tucson. Les principales sont Oro Valley et Marana au nord-ouest (le long de la route vers Phoenix), Sahuarita au sud et South Tucson, qui est enclavée au cœur de la ville. De plus, un certain nombre de communautés (certaines dépassant les limites municipales) gravitent autour de la cité : Casas Adobes, Catalina, Catalina Foothills, Flowing Wells, Green Valley, Tanque Verde, New Pascua, Vail et Benson. La ville est également entourée de montagnes : au nord, les monts Santa Catalina ; à l'est, les monts Rincon ; au sud, les monts Santa Rita ; et à l'ouest, les monts Tucson. Le point le plus haut de la région est le mont Wrightson, dans les monts Santa Rita, qui culmine à 2 881 m, dépassant ainsi le mont Lemmon d'environ 91 m.
Le nom anglais de la ville provient de son ancien nom espagnol, Tucsón (/tuk.ˈson/), emprunté du nom o'odham Cuk Ṣon (/tʃʊk ʂɔːn/), qui signifie « (à la) base de la (montagne) noire », en référence à un volcan situé à proximité du site. Tucson est également surnommée « The Old Pueblo ».

## Histoire
Le site actuel de la ville a probablement été visité il y a 12 000 ans par les Paléoindiens (présents dans le sud de l'Arizona à cette période). Des découvertes archéologiques récentes ont permis de découvrir, le long de la rivière Santa Cruz des traces d'un village datant d'environ 4 000 ans. La plaine de cette rivière a été le théâtre d'une agriculture extensive importante entre à la fin du Néolithique (-1200 et 150). Ces peuples ont mis en place un système de canaux d'irrigation afin de produire du maïs, des pois et d'autres cultures tout en continuant la récolte de plantes sauvages et la chasse. C'est également durant cette période que la poterie est utilisée afin de cuisiner et de stocker des aliments. Les Hohokams, vivant dans la région entre 600 et 1450, sont connus pour leur vaste système d'irrigation et leur poterie de terre rouge. Les autres peuples natifs de la région sont les Yaquis et les Tohono O'odham, descendant des Hohokams.
Dès 1692, le missionnaire jésuite Eusebio Francesco Chini découvre la vallée de la rivière Santa Cruz. En 1700, il y implante la Mission San Xavier del Bac à environ 12 km au sud de la nouvelle colonie. Une autre colonie fut fondée en aval de la rivière au pied de ce qui est désormais appelé la A mountain. En 1775 les Espagnols établissent une forteresse, Presidio San Agustín del Tucsón, dans l'actuel downtown. Durant cette période du Presidio, la ville fut attaquée plusieurs fois par des guerriers apaches. En 1821, à la suite de la guerre d'indépendance du Mexique la ville devient mexicaine. Elle fut prise par le bataillon mormon durant la guerre américano-mexicaine (1846-1848). Elle est intégrée aux États-Unis en 1853, par la transaction connue sous le nom d'achat Gadsden.
Ce n'est qu'en mars 1856 que l'armée américaine prit officiellement le contrôle de la ville. En 1857 elle devient une station relais de la route de San Antonio-San Diego empruntée par les malles-postes. En 1858 elle devient le quartier général de la 3e Butterfield Overland Mail jusqu'à la fin de l'exploitation de la ligne en mars 1861 à la suite de l'affaire Bascom qui entraîna les guerres apaches.
Entre août 1861 et la mi-1862, Tucson fut la capitale de l'Ouest de l'État confédéré de l'Arizona (celle de l'Est étant Mesilla). Le 20 mai 1862, les colonnes de Californie (composées uniquement de volontaires) capturèrent Tucson et chassèrent les troupes confédérées de l'État qui fut rattaché au territoire du Nouveau-Mexique jusqu'en 1863 avant de devenir une partie des Nouveaux territoires d'Arizona. Entre 1867 et 1877, la ville fut la capitale de ce territoire. Fort Lowell fut établi à l'Est de la ville afin de protéger les nouveaux colons des attaques apaches.
En 1871, un détachement venu de Tucson attaque 300 Amérindiens, dont une grande majorité de femmes et d'enfants, qui travaillaient aux champs à Camp Grant ; 118 femmes et 8 hommes sont tués, tandis que 30 enfants capturés seront vendus comme esclaves au Mexique. Le président Grant ordonna l'arrestation des coupables mais le jury, exclusivement constitué de Blancs, estima que tuer des Indiens, qui pouvaient s’avérer dangereux, n'était pas un meurtre. Aussi, les coupables furent relâchés. Cette attaque est l'objet d'un roman d'Elliott Arnold : The Camp Grant Massacre (Simon and Schuster, New York, 1976)
En 1885 l'université de l'Arizona fut fondée sur un grand pâturage entre Fort Lowell et le centre-ville. En 1897, le vicariat apostolique devient le diocèse de Tucson et la cathédrale Saint-Augustin est achevée.
En 1900, la ville comptait 7 531 habitants et en 1910 13 913. La ville accueillit après la Première Guerre mondiale le Veteran Hospital afin d'accueillir les soldats victimes des gaz ayant besoin d'une thérapie respiratoire (air sec et propre). La population continua d'augmenter pour atteindre 20 290 en 1920, 36 818 en 1940. Mais le véritable « boom démographique » se produisit après la Seconde Guerre mondiale : 212 892 habitants en 1960, 486 699 en 2000, 548 555 en 2009.
Avant 1912, quand l'Arizona n'était encore qu'un territoire, Tucson était la capitale économique et la ville la plus importante devant Phoenix qui était uniquement le siège du gouvernement. Cependant, dès les années 1920, la ville fut dépassée en population par sa voisine. Néanmoins, durant la seconde moitié du XXe siècle, les deux villes ont connu des taux de croissance records dans leur population.

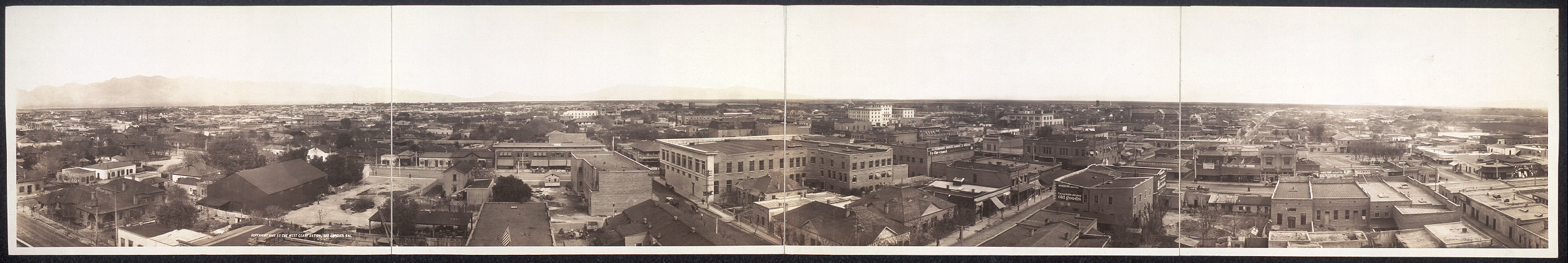
Tucson, Arizona en 1909.

## Géographie
Selon le bureau du recensement des États-Unis, la ville a une superficie totale de 505,3 km2, dont 504,2 km2 de terre et 1,1 km2 de plans d'eau, soit 0,22 % du total. La ville est située à 728 m d'altitude, dans une vallée entourée par cinq chaînes de montagnes mineures, les monts Santa Catalina et les monts Tortolita au nord, les monts Santa Rita au sud, les monts Rincon à l'est, et les monts Tucson à l'ouest. Les monts Santa Catalina sont connues pour abriter le mont Lemmon, la station de ski située la plus au sud des États-Unis continentaux.
Tucson est située le long de l'I-10, qui passe par Phoenix vers Santa Monica, en Californie au nord-ouest, et par El Paso, au Texas, en direction de Jacksonville à l'est, en Floride. L'I-19, au sud de Tucson, se dirige quant à elle vers le sud en passant par Nogales et la frontière avec le Mexique.
La ville, comme la plupart de ses consœurs du Sud-Ouest américain, s'est développée autour selon un Plan hippodamien strict (le centre ville originel était à l'angle de Stones Avenue et de Broadway Boulevard). Néanmoins, les massifs montagneux de l'ouest ont poussé la ville à s'étendre vers l'est.

### Centre-ville

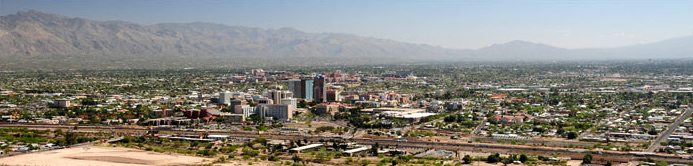
Vue de Tucson depuis la A-Mountain. Au premier plan l'Interstate 10, au second le downtown.

Durant la première décennie du XXIe siècle, à l'instar de plusieurs villes des États-Unis, les aménageurs et les acteurs économiques ont lancé un programme de revitalisation du downtown. Le premier projet est Rio Nuevo, un large centre commercial couplé à un centre de vie qui était déjà planifié depuis une dizaine d'années. Le centre ville est situé entre le nord de la 22e rue, à l'Ouest de l'Interstate 10, à l'Est par le réseau ferroviaire de l'Union Pacific et au sud par diverses rues (Cushing Street, 13e rue…). Le Downtown est divisé en quatre :
- Presidio District ;
- Barrio Viejo ;
- Congress Street Arts and Entertainment District ;
- Quatrième Avenue (située en dehors des limites du centre ville).

Le downtown abrite un certain nombre de bâtiments remarquables :
- la cathédrale Saint-Augustin ;
- l’UniSource Energy Tower[3] qui est, depuis 1986, le plus haut bâtiment de la ville (100 m, 26 étages dont 23 au-dessus du sol) ;
- le tribunal du comté de Pima (avec une extension moderne à l'arrière), construit en 1928 par Roy W. Place ;
- la mairie ;
- la bibliothèque municipale ;
- le Fox Theatre, créé en 1929 sous le nom de Art Deco Fox Theater et récemment restauré ;
- l’El Charro Café plus vieux restaurant de la ville.

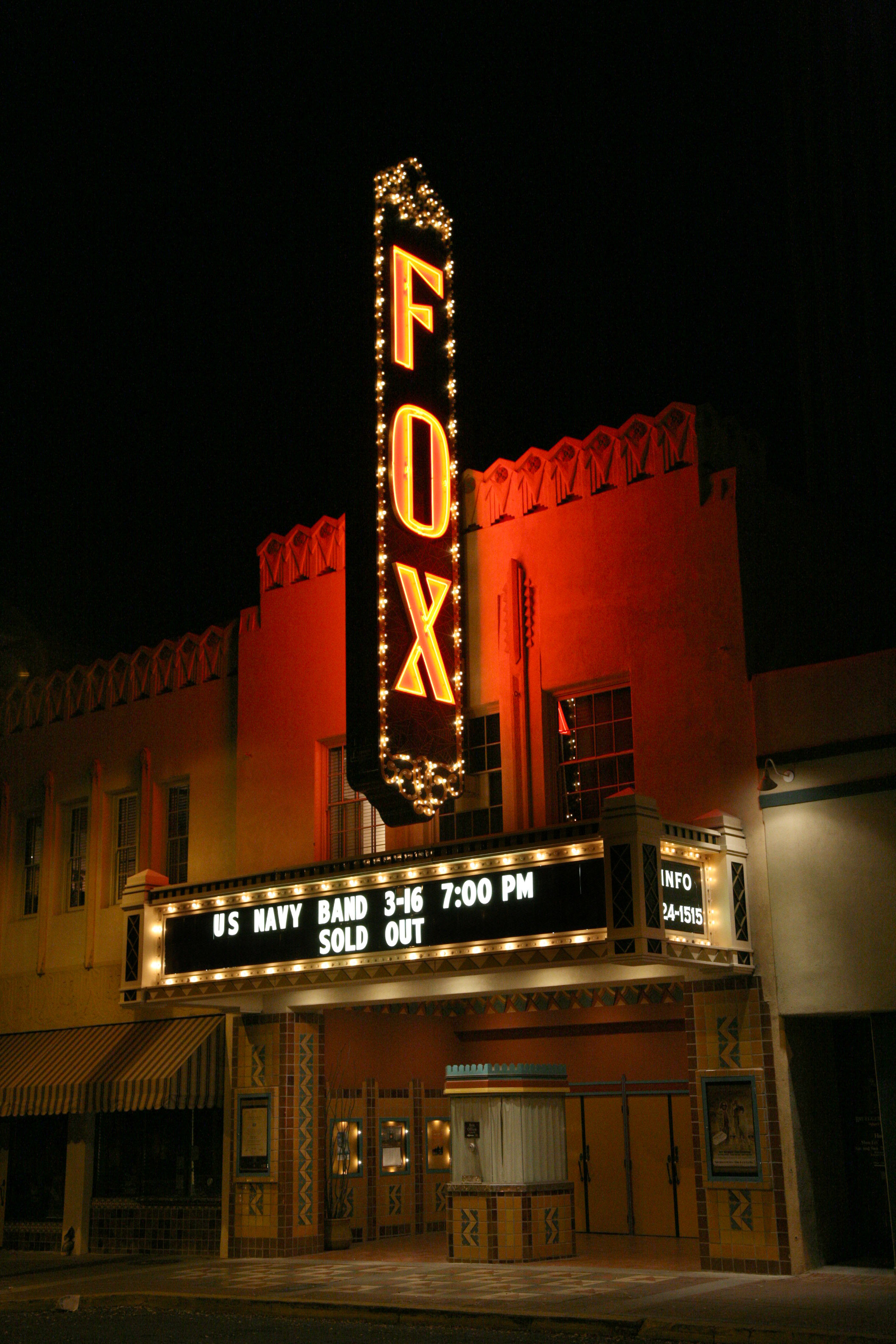
Le Fox Theatre récemment restauré.
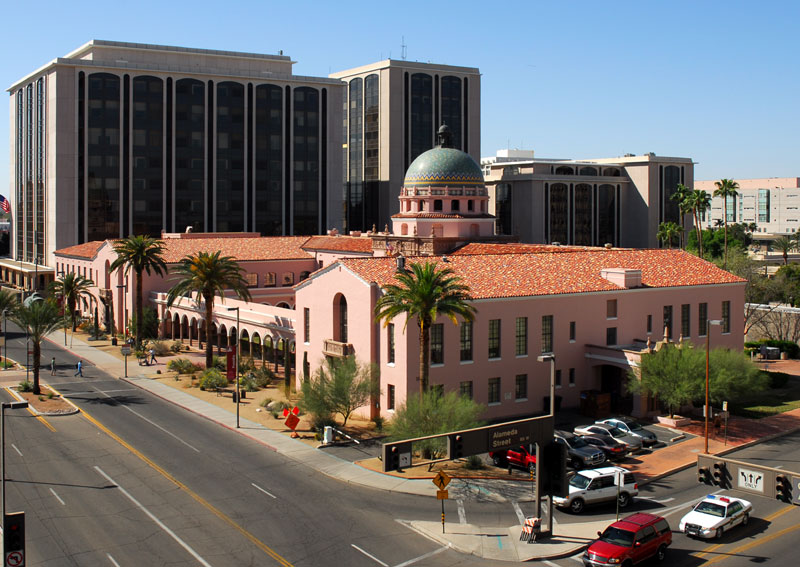
La cour de Justice du comté de Pima.
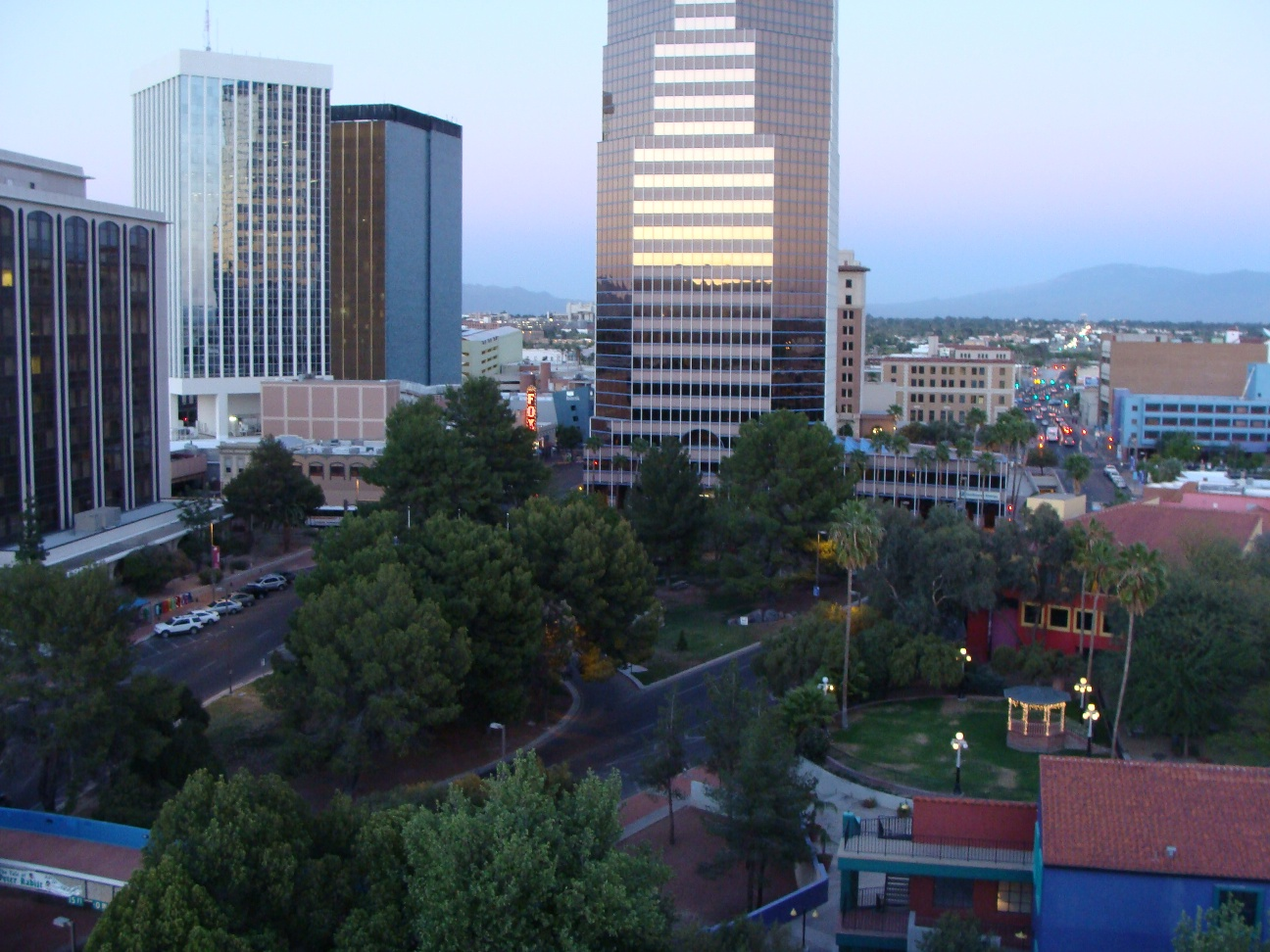
Au premier plan la cour de Justice du comté de Pima. Au second l’UniSource Energy Tower.

### Central Tucson / Midtown
Un des plus anciens quartiers de la ville, Central Tucson est entouré par le quartier commerçant de Broadway Village créé par l'architecte locale Josias Joesler à l'intersection de Broadway Boulevard et de Country Club Road. Le quartier commerçant de la 4e Avenue, entre le downtown et l'université compte également des commerces originaux (restaurants, bars, antiquités...). Cette zone se prolonge jusqu'à l'entrée principale (Main Gate) de l'université, ce qui en fait le haut lieu de la vie estudiantine.

#### L'université d'Arizona
L'Université d'Arizona, construite en 1885, est située dans le midtown, y compris l’Arizona Stadium et le Mc Kale Center (salle omnisports).

#### La4eAvenue et ses alentours
Le plus grand parc de la ville, le Reid Park, se situe dans le midtown. Il accueille un zoo (Reid Park Zoo) et un stade de baseball (Hi Corbett Field). L'omniprésence de l'automobile a engendré des axes majeurs Est-Ouest et Nord-Sud. Parmi eux, Speedway Boulevard fut désigné au début des années 1970 par le magazine Life comme la « pire rue d’Amérique ». À l'opposé un effort a été réalisé afin de développer les déplacements des cyclistes notamment aux abords de l'université. Ainsi, Third Street est exclusivement réservé à ce mode de déplacement (à l'exception des riverains). Signe du développement des déplacements doux, la N. Highland Avenue a été doté d'une piste cyclable sur la moitié de sa longueur (environ 5,6 km).

## Démographie
| Groupe                           | Tucson | Arizona | États-Unis |
| -------------------------------- | ------ | ------- | ---------- |
| Blancs                           | 69,7   | 73,0    | 72,4       |
| Autres                           | 15,2   | 11,9    | 6,2        |
| Afro-Américains                  | 5,0    | 4,1     | 12,6       |
| Métis                            | 4,2    | 3,4     | 2,9        |
| Asiatiques                       | 2,9    | 2,8     | 4,8        |
| Amérindiens                      | 2,7    | 4,6     | 0,9        |
| Océano-Américains                | 0,2    | 0,2     | 0,2        |
| Total                            | 100    | 100     | 100        |
|                                  |        |         |            |
| Hispaniques et Latino-Américains | 41,6   | 29,7    | 16,7       |

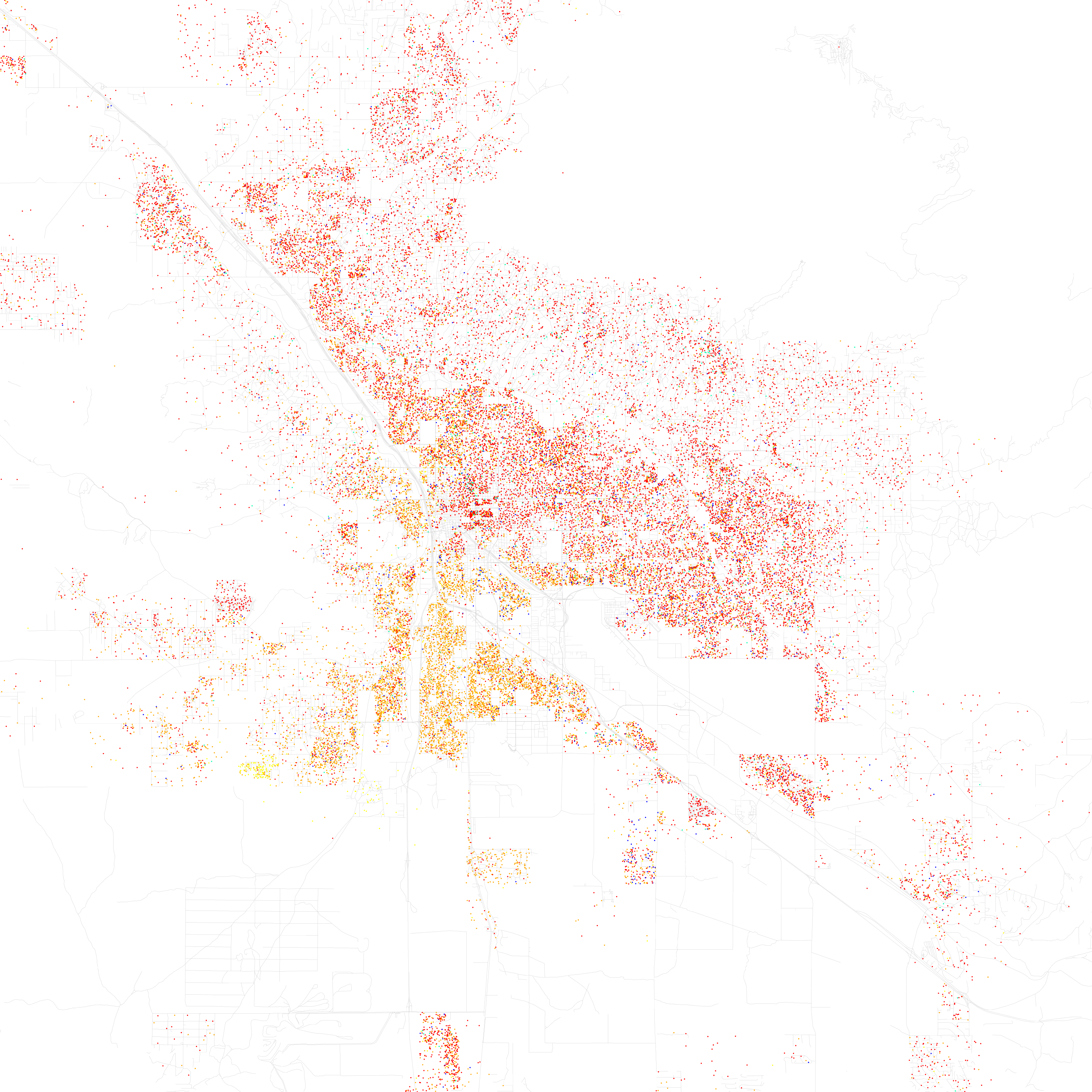
Distribution des groupes ethniques en 2010, chaque point représentant 25 personnes : Blancs non hispaniques, Noirs, Asiatiques, Latinos et autres.

En 2010, les Mexicano-Américains représentent 37,3 % de la population.
Selon l'American Community Survey, pour la période 2011-2015, 25,3 % de la population vit sous le seuil de pauvreté (15,5 % au niveau national). Ce taux masque des inégalités importantes, puisqu'il est de 31,7 % pour les Afro-Américains, 30,0 % pour les Latinos, 39,2 % pour les Amérindiens et de 18,5 % pour les Blancs non hispaniques. De plus 34,9 % des personnes de moins de 18 ans vivent en dessous du seuil de pauvreté, alors que 24,6 % des 18-64 ans et 12,6 % des plus de 65 ans vivent en dessous de ce taux. En 2015, 12% de la population vivait dans des parcs de maisons mobiles.
Selon l'American Community Survey, pour la période 2011-2015, 66,05 % de la population âgée de plus de 5 ans déclare parler l'anglais à la maison, 28,82 % déclare parler l'espagnol, 0,71 % une langue chinoise et 4,43 % une autre langue.

## Économie
L'économie de Tucson est nettement dominée par les services. L'université de l'Arizona a été créée à Tucson en 1885. Aujourd'hui encore, cette institution contribue largement à l'activité économique de la ville, dont elle est le deuxième employeur (10 500 salariés). On trouve aussi à Tucson une base aérienne de l'US Air Force (Davis-Montan Air Force Base, 8 200 emplois). Les industries de haute technologie emploient 50 000 personnes dans la région, la principale entreprise étant le constructeur de missiles, Raytheon (11 000 emplois). Chaque année, en février, Tucson organise le Gem & Mineral Show, gigantesque salon consacré aux minéraux et aux gemmes. L'exposition, répartie dans toute la ville, attire 35 000 visiteurs provenant d'une vingtaine de pays. Enfin, Tucson est un grand centre touristique, proposant de nombreux hôtels, des activités et des attractions culturelles.
Proche de la frontière avec le Mexique, la ville emploie de nombreux immigrés clandestins.

## Politique et administration
| Période                                  | Période         | Identité                 | Étiquette         | Qualité |
| ---------------------------------------- | --------------- | ------------------------ | ----------------- | ------- |
| Les données manquantes sont à compléter. |                 |                          |                   |         |
| 1967                                     | 1971            | Jim Corbett (en)         | Parti démocrate   |         |
| 1971                                     | 1987            | Lew Murphy (en)          | Parti républicain |         |
| 1987                                     | 1991            | Thomas Volgy (en)        | Parti démocrate   |         |
| 1991                                     | 6 décembre 1999 | George Miller (en)       | Parti démocrate   |         |
| 6 décembre 1999                          | 5 décembre 2011 | Bob Walkup               | Parti républicain |         |
| 5 décembre 2011                          | 2 décembre 2019 | Jonathan Rothschild (en) | Parti démocrate   |         |
| 2 décembre 2019                          | En cours        | Regina Romero (en)       | Parti démocrate   |         |

## Climat

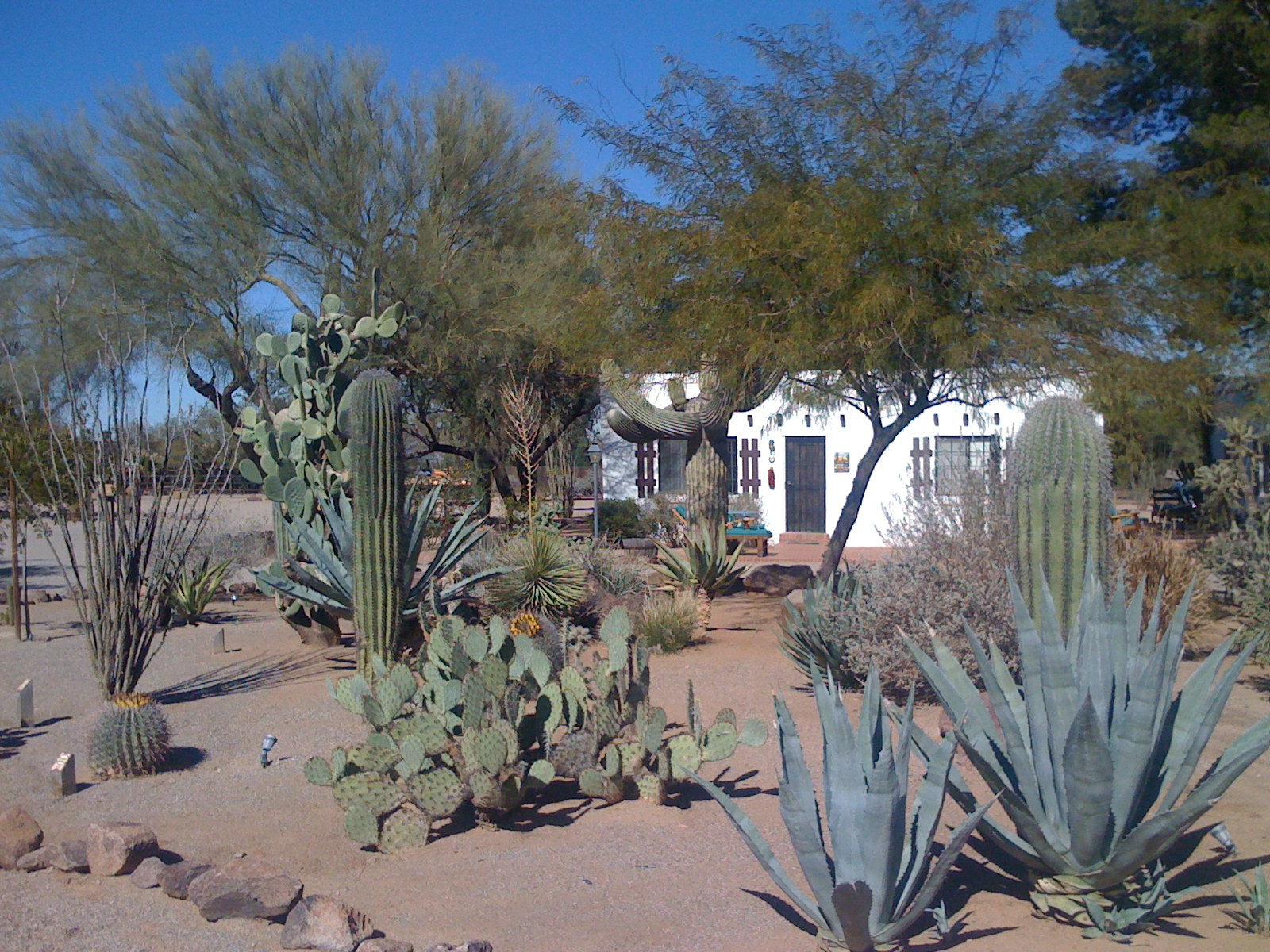
Plantes xérophytes devant le White Stallion Ranch, un ranch hôtelier situé à Tucson.

Le climat est semi aride subtropical avec deux saisons majeures que sont l'été et l'hiver et trois saisons mineures (automne, printemps et mousson). La ville reçoit en moyenne 293,6 mm/m2 d'eau chaque année ce qui représente un taux élevé pour un désert. Le climat est extrêmement chaud et ensoleillé. Il en résulte un taux de cancer de la peau trois fois supérieur à celui des régions du Nord du pays. La chaleur excessive est d'ailleurs l'une des principales causes de mortalité des immigrants illégaux au moment de la traversée du désert.
L'été, les températures sont souvent supérieures à 38 °C la journée et comprises entre 23 °C et 29 °C durant la nuit. Le début de l'été se caractérise par un taux d'humidité extrêmement bas et un ciel dégagé. Le milieu (août) et la fin de l'été sont quant à eux plus humides et nuageux mais reste tout de même très ensoleillé. Des orages extrêmement violents peuvent ainsi éclater.
La mousson peut ainsi commencer entre mi-juin et la fin juillet. Elle continue souvent en août et septembre. Elle commence avec l'arrivée de nuages en provenance du sud en fin d'après-midi, suivi d'orages et de pluies pouvant causer des inondations rapides.
En automne, le climat est sec et les nuits sont fraiches. Des températures supérieures à 37 °C ne sont pas rares au début du mois d'octobre.
Les hivers sont doux (entre 18 et 24 °C en journée, -1 et 7 °C la nuit). La neige peut parfois faire son apparition mais sans tenir plus d'une journée.
Le début du printemps se caractérise par une hausse constante des températures. Entre début février et jusqu'à mars, certains espaces se couvrent de fleurs sauvages. Les températures remontent, 23 °C en mars, 31 °C en mai.
La plus haute température relevée à l'aéroport international fut de 47,2 °C le 26 juin 1990 et la plus basse fut de −14,4 °C le 7 janvier 1913.
| Mois                              | jan.  | fév.  | mars  | avril | mai   | juin | jui.  | août  | sep. | oct.  | nov. | déc.  | année   |
| --------------------------------- | ----- | ----- | ----- | ----- | ----- | ---- | ----- | ----- | ---- | ----- | ---- | ----- | ------- |
| Température minimale moyenne (°C) | 4,3   | 5,6   | 7,9   | 11,1  | 15,8  | 20,7 | 23,6  | 22,9  | 20,3 | 14,1  | 7,8  | 3,9   | 13,2    |
| Température moyenne (°C)          | 11,6  | 13,1  | 15,8  | 19,7  | 24,6  | 29,6 | 30,8  | 29,8  | 27,7 | 21,9  | 15,6 | 11,3  | 20,9    |
| Température maximale moyenne (°C) | 18,9  | 20,6  | 23,8  | 28,2  | 33,4  | 38,3 | 38    | 36,7  | 35,1 | 29,7  | 23,4 | 18,6  | 28,7    |
| Record de froid (°C)              | −14,4 | −8,3  | −6,7  | −2,8  | 0     | 6,1  | 9,4   | 12,8  | 6,1  | −3,3  | −7,2 | −12,2 | −17,8   |
| Record de chaleur (°C)            | 31,1  | 33,3  | 37,2  | 40    | 43,9  | 47,2 | 45,6  | 44,4  | 42,8 | 39,4  | 34,4 | 31,1  | 47,2    |
| Ensoleillement (h)                | 260,4 | 259,9 | 319,3 | 357   | 399,9 | 396  | 344,1 | 334,8 | 315  | 306,9 | 264  | 244,9 | 3 802,2 |
| Précipitations (mm)               | 23,6  | 21,6  | 18,5  | 7,9   | 5,8   | 5,1  | 57,2  | 60,7  | 32,5 | 22,4  | 14,5 | 23,6  | 293,6   |

### Développement durable
Tucson est situé sur un site naturel favorable au développement des énergies solaires. Cependant la ville n'a pas encore appliqué de politique significative. Pour le moment le problème principal demeure celui de l'eau potable. L'usage domestique représente le premier poste de consommation devant l'agriculture. De plus, les 35 parcours de golf consomment environ 10 % des ressources municipales.
Seulement 15 % de l'eau consommée était produite localement en 1997. L'exploitation massive des ressources locales a d'ailleurs engendré des affaissements de terrain.
Afin de limiter la disparition des nappes phréatiques, la préservation et la meilleure exploitation des ressources est un des axes majeurs de la politique locale. De nouveaux puits ont été ouverts au nord de la ville au sein de l’Avra Valley. Tucson est également alimenté par le biais du Central Arizona Project.

## Culture

### Festivals et manifestations annuelles

#### Tucson Gem and Mineral Show
Le Tucson Gem & Mineral Show (en) (Festival des gemmes et des minéraux de Tucson) se tient tous les ans durant deux semaines en février. C'est l'un des plus grands festivals de ce type à travers le monde. Le festival se déroule sur une cinquantaine de sites à travers la ville où sont exposés les gemmes et les minéraux. Durant cette période, la ville accueille plus de 50 000 visiteurs en provenance d'environ trente-cinq pays (grand public, experts, collectionneurs, employés de musée, vendeurs, détaillants, chercheurs...). Plusieurs musées et universités, comme l'université de la Sorbonne[Laquelle ?] exposent chaque année.

#### Tucson Meet Yourself
Depuis trente ans, en octobre, le Tucson Meet Yourself permet à chacun de rencontrer les groupes ethniques de la ville. Durant une semaine à travers des activités culturelles, une trentaine de groupes ethniques se rencontrent downtown. Tous les participants viennent de Tucson et de ses environs avec comme mot d'ordre « se rencontrer soi-même ».

### Musée
- Centre scientifique et planétarium Flandrau, musée scientifique et planétarium.

## Transports
- Tucson est desservi par la Compagnie nationale des Chemins de fer américains, l'Amtrak. Le train transcontinental Sunset Limited relie Los Angelès à Miami via Tucson, El Paso, San-Antonio, Houston, La Nouvelle-Orléans et Orlando. Le train Texas Eagle relie Chicago (correspondance New York) à Los Angelès via Saint-Louis, Kansas-City, Dallas, Houston, San-Antonio, El Paso et Tucson.
- L'Aéroport international de Tucson offre des vols directs vers le Mexique ainsi que des liaisons vers de nombreuses villes américaines, directement ou en correspondance.
- La ville de Tucson possède une ligne de tramways historiques.

## BiosphèreII
L'expérience Biosphère II se situe à proximité dans le désert au nord de Tucson. Dans des serres en matière plastique gonflables, la plupart des plantes croissent sur un support inerte, comme du sable par exemple. L'eau et les éléments nutritifs sont apportés aux racines par un système de très fins tuyaux enterrés. Ce procédé évite le gaspillage d'eau qui se produit inévitablement, par déperdition, lors de l'arrosage traditionnel. Des fils aident les plants de tomate à se développer en hauteur et on a besoin d'échasses pour atteindre leurs pieds car leurs racines plongent dans de grands bacs pleins d'eau. Les plants de salade poussent sur des plaques de polystyrène inclinées : par cette méthode, on peut doubler le nombre de salades produites au mètre carré. Les racines blanches des salades pendent à l'extérieur du château de cartes en polystyrène. De même que les racines à nu des plants de tomate, elles sont maintenues en atmosphère humide. Périodiquement, une horloge met en marche un appareil qui diffuse un léger brouillard de solution nutritive. Le directeur de l'ERL cherche sans cesse de nouveaux végétaux à cultiver. Sa devise : trouver une utilisation pour tout. Par exemple, employer des plantes halophytes comme fourrage.

## Films tournés à Old Tucson, aux alentours de la ville
- 1946 : Duel au soleil de King Vidor, avec Gregory Peck et Jennifer Jones
- 1950 : Winchester '73, avec James Stewart et Rock Hudson
- 1957 : 3 h 10 pour Yuma, avec Glenn Ford et Van Heflin
- 1959 : Rio Bravo de Howard Hawks
- 1967 : Hombre de Martin Ritt, avec Paul Newman
- 1970 : Rio Lobo de Howard Hawks, avec John Wayne
- 1972 : Joe Kidd, avec Clint Eastwood et Robert Duvall
- 1990 : Young Guns 2 (Young Guns II) de Geoff Murphy

## Jumelages
Liste des villes jumelées avec Tucson :
- Almaty (Kazakhstan)
- Ciudad Obregón (Mexique)
- Guadalajara (Mexique)
- Liupanshui (Chine)
- Nouakchott (Mauritanie)
- Pécs (Hongrie)
- Roscommon (Irlande)
- Ségovie (Espagne)
- Souleimaniye (Irak)
- Taichung (Taïwan)
- Trikala (Grèce)

## Dans la culture populaire
- La série télévisée The Last Man on Earth se déroule en partie à Tucson.
- Dans l'épisode 17 de sa 12e saison, la série humoristique Les Griffin décrit la ville de Tucson comme la « ville la plus bête de tout le pays ».
- Tucson AZ est aussi popularisée dans le premier couplet d'un des titres de The Beatles, Get Back, sorti en 1969.

## Musées
- Arizona-Sonora Desert Museum, jardin botanique qui présente plus de 1 400 espèces de plantes, en particulier des cactus.
- Pima Air and Space Museum, musée d'avions militaires de différentes époques.

## Galerie photographique

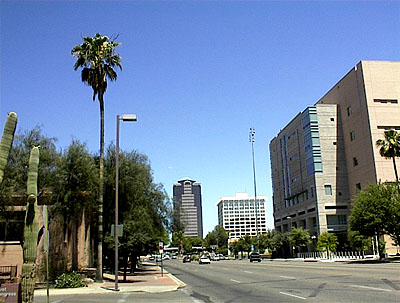
Centre-ville de Tucson.
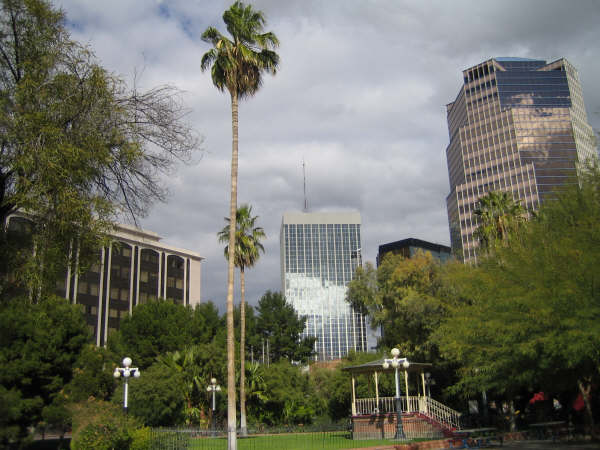
Centre-ville de Tucson.
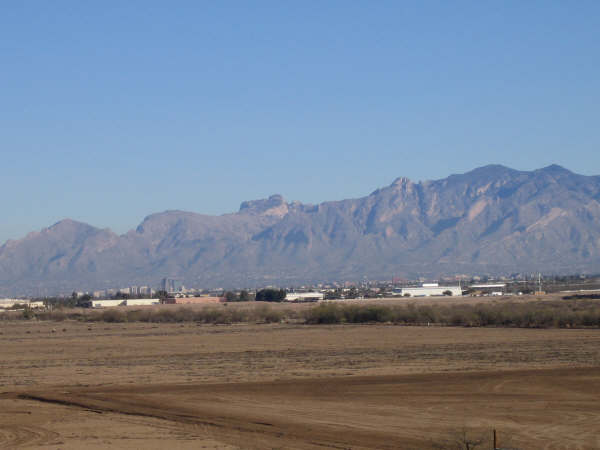
Centre-ville au loin.
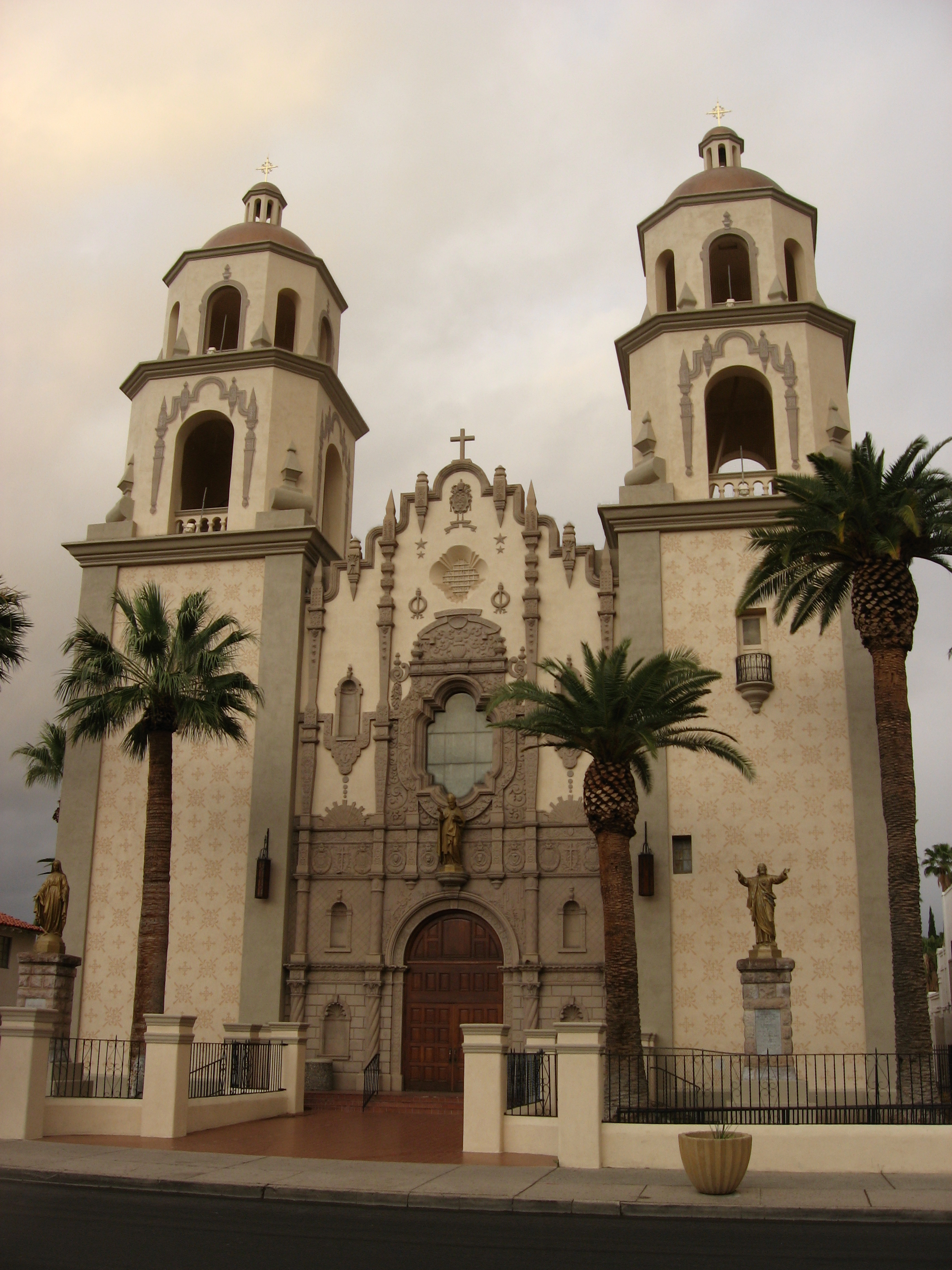
Cathédrale Saint-Augustin de Tucson.
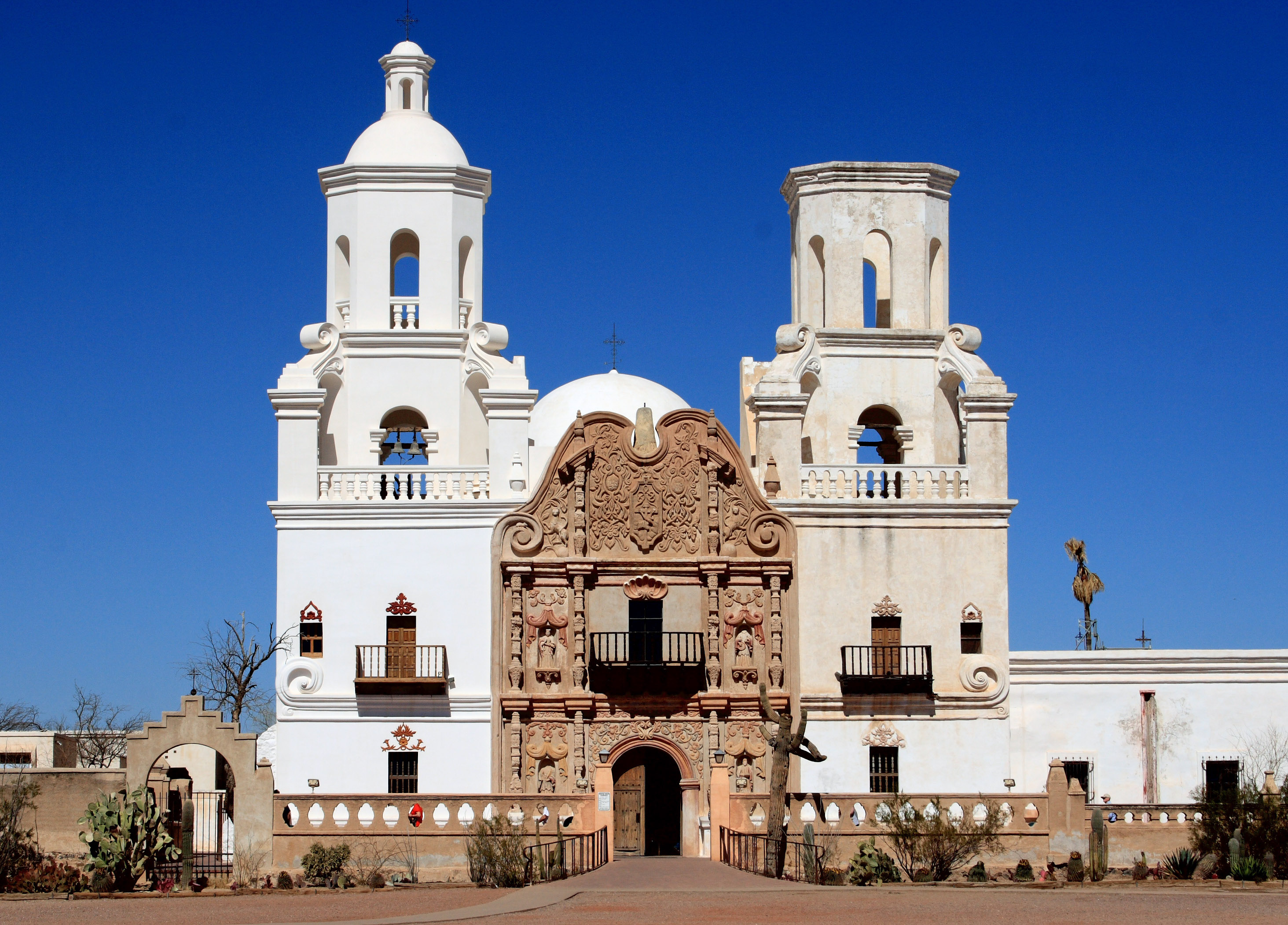
Mission San Xavier del Bac.